# Штутгарт II
«Штутгарт II» — немецкий футбольный клуб из одноимённого города, является резервной командой клуба «Штутгарт», с сезона 2024/25 выступает в Третьей лиге. Клуб проводит домашние матчи на арене «Гази-Штадион ауф дер Вальдау», вместимостью 11 410 зрителей. В «Штутгарте II» начинали свою карьеру многие звёзды немецкого футбола.